# Piero Badaloni
Pietro Badaloni, detto Piero (Roma, 8 settembre 1946), è un giornalista, scrittore e politico italiano.

## Biografia

### Televisione
Dopo la laurea in giurisprudenza, inizia la sua carriera giornalistica nel 1971 in Rai, occupandosi di reportage e di inchieste. Dal 1975 è giornalista professionista. Per i servizi sul terremoto in Irpinia, gli viene assegnato nel 1980 il premio "cronista dell'anno" dall'Unione nazionale cronisti italiani. Tra gli anni '80 (1981-1984) e '90 (1991-1995) è stato conduttore del TG1, prima dell'edizione delle 13:30, poi di quella delle 20. È lui a condurre anche le edizioni straordinarie riguardanti l'incidente di Vermicino, che vide coinvolto il piccolo Alfredino Rampi, nei primi giorni di giugno del 1981.
In seguito, si propone come autore e conduttore di una serie di programmi giornalistici, come Droga che fare, Italia sera con Enrica Bonaccorti, oltre alle prime tre edizioni di Unomattina (della quale lui ha anche interpretato la sigla, in uso ancora oggi) con Elisabetta Gardini e con Livia Azzariti. Dal 1989 al 1991 conduce insieme a Simona Marchini e Toto Cutugno Piacere Raiuno. Nel 1991 diviene responsabile di Linea Notte. Nel 1994 realizza e conduce Amerinda e Vivafrica, e nel 1995 Le origini dell'Universo e Il Giudizio Universale, cronaca di un restauro.

### Carta stampata
Tra il 1990 e il 1994 è direttore della rivista Il Nuovo e vicepresidente della Associazione Stampa Romana.

### Politica
Nel 1995 è eletto presidente della giunta regionale del Lazio come indipendente, appoggiato dalle liste del centro-sinistra; in questo ruolo, nel 1996 viene eletto presidente della Conferenza dei presidenti delle regioni e delle province autonome.
Finito il mandato di presidente della regione Lazio, si ricandida ma viene sconfitto da Francesco Storace, candidato dal centro-destra.

### Il ritorno in televisione
Terminato il mandato di presidente della regione Lazio, ritorna in Rai e diventa corrispondente dapprima dalla sede di Parigi, poi di Bruxelles, Berlino.
Dal 2006 al 2009 è stato direttore di Rai International, poi è passato alla corrispondenza Rai da Madrid fino al 2011.
Dal 2011 si dedica alla realizzazione di documentari, tra i quali: Dolomiti- montagne, uomini, storie, un viaggio in sei puntate tra le Dolomiti, patrimonio dell'umanità UNESCO.
Dal 25 gennaio al 31 maggio 2017 ha condotto il talk show Avanti il prossimo sul canale nazionale TV2000.

## Televisione

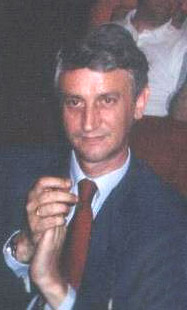
Badaloni nel 1996

- TG1 (Rete 1, 1981-1982; Rai 1, 1983-1984, 1991-1995)
- Italia sera (Rai 1, 1984-1986)
- Unomattina (Rai 1, 1986-1989)
- Piacere Raiuno (Rai 1, 1989-1991)
- I promessi sposi (Rai 1, 1990, cameo)
- 19º Premio della Critica Televisiva (Rai 1, 1991)
- Telethon (Rai 1, 1991-1993)
- Italia chiamò (Rai 1, 1992)
- Sulle tracce dell'uomo - Amerindia (Rai 1, 1992-1993)
- Quality of Life (Rai 1, 1992)
- Una notte per la Torre (Rai 1, 1992)
- Check Up Speciale (Rai 1, 1993)
- Speciale Telethon (Rai 1, 1993)
- Tg1 - Speciale Referendum (Rai 1, 1993)
- Falcone - Anno Uno (Rai 1, 1993)
- Family Fest (Rai 1, 1993)
- Speciale Elezioni '93 (Rai 1, 1993)
- Sulle tracce dell'uomo - VivAfrica (Rai 1, 1993)
- Speciale Solletico - Domande sul film La Bibbia (Rai 1, 1994)
- Creazione o Big Bang? (Rai 1, 1994)
- Michelangelo - Il Giudizio Rivelato (Rai 1, 1994)
- La Tv degli altri (Rai 1, 1994)
- A grandi cifre (Rai 1, 1994)
- Poesia a Montecitorio (Rai 1, 1995)

## Opere
- Scusi, lei crede in Dio?, con Claudio Pistola, Roma, Edizioni paoline, 1982. ISBN 88-215-0332-1.
- Droga che fare, a cura di e con Mario Maffucci, Torino, ERI-Edizioni RAI, 1983. ISBN 88-397-0035-8.
- I misteri degli Incas, Vasto, Edizioni Il Nuovo, 1985.
- Il libro dei diritti dei bambini, con Bruno Bozzetto, Torino, Edizioni Gruppo Abele, 1987. ISBN 88-7670-099-4; 1991. ISBN 88-7670-099-4; 1998. ISBN 88-7670-323-3.
- Illustri e sconosciuti. L'Italia di "Piacere Raiuno", Vasto-Torino, Il nuovo-Sonda, 1991. ISBN 88-7106-050-4.
- L'arte del vendere, Roma, ECRA, 1992.
- Infanzia negata. L'altra faccia dell'America latina, Torino, Nuova ERI, 1992. ISBN 88-397-0727-1.
- Europa al bivio. Le origini e le tappe di un cammino, Casale Monferrato, Portalupi, 2004. ISBN 88-8441-042-8.
- Tutti pazzi per Berlino, Milano, Sperling & Kupfer, 2007. ISBN 978-88-200-4415-2.
- Una memoria squilibrata. I desaparecidos e i niños robados: le vittime innocenti del regime franchista, Roma, Editori Internazionali Riuniti, 2012. ISBN 978-88-359-9129-8.
- In nome di Dio e della patria. I bambini rubati dal regime franchista, Roma, Castelvecchi editore, 2013. ISBN 978-88-7615-952-7.